# Kolárovo
Kolárovo (mađ. Gúta) je grad u Nitranskom kraju u jugozapadnoj Slovačkoj. Grad upravno pripada Okrugu Komárno.

## Zemljopis
Grad Kolárovo se nalazi u Podunavskoj nizini na slivu rijeka Váh i Malog Dunava. Dio grada nalazi se na Velikom Žitnom Otoku. Udaljen je od okružnog središta Komárna 20 km.

## Povijest
Naselje se spominje po prvi put 1268. godine i tijekom svog postojanja je mijenjao svoje ime nekoliko puta (Stará Gúta, Veľká Gúta, Mala Gúta).
Prvo mjesto bilo je Mala Guta i bio je smještena na desnoj obali rijeke Váh, pokraj rijeke Nitre. Ovo naselje se također naziva i Stara Guta a spominje se 1268. godine
U 14. stoljeću osnovano je drugo naselje nazvano Velika Guta.
Nakon Mohačke bitke stanovnici dvaju sela, uplašeni od Turaka, premještaju se na sigurnije mjesto na desnoj obali Malog Dunava na Žitni Otok, gdje se danas Kolárovo nalazi. Godine 1573. selo je opljačkano od strane turskog bega. Velika Guta je uništena zajedno sa svojim starim crkvama, iako je selo djelomično bio zaštićeno nasipom koji su bili dio tvrđave Kolárovo.
Godine 1551. selo je dobio status grada.

## Stanovništvo
| Godina:     | 1993.  | 2003.   | 2013.   | 2023.   |
| ----------- | ------ | ------- | ------- | ------- |
| Broj ljudi: | 10 995 | 10 738  | 10 665  | 10 428  |
| Razlika:    |        | -2,33 % | -0,67 % | -2,22 % |

| Godina:     | 2022.  | 2023.   |
| ----------- | ------ | ------- |
| Broj ljudi: | 10 470 | 10 428  |
| Razlika:    |        | -0,40 % |

Prema popisu stanovništva iz 2001. godine grad je imao 10.823 stanovnika.
Prema vjeroispovijesti većina stanovništva su rimokatolici 76,18%.

### Etnički sastav
- Mađari - 80,78%
- Slovaci - 17,46%
- Romi - 0,66%
- Česi - 0,50%

## Vanjske poveznice
- Službena stranica grada

### Ostali projekti
|  | Zajednički poslužitelj ima još gradiva o temi Kolárovo |